# Marea Ducesă Elisabeta Fiodorovna
Marea Ducesă Elisabeta Fiodorovna a Rusiei (Elizabeta Fiodorovna Romanova, în rusă Елизавета Фëдоровна Романова), (1 noiembrie 1864 – 18 iulie 1918) a fost o prințesă germană care aparținea Casei de Hesse. A fost soția Marelui Duce Serghei Alexandrovici al Rusiei, al cincilea fiu al Țarului Alexandru al II-lea al Rusiei și al Mariei Alexandrovna de Hesse. Sora mai mare a Alexandrei, ultima țarină a Rusiei, Elisabeta era cunoscută în societatea rusă atât pentru frumusețea și farmecul ei, cât și pentru actele sale de caritate.

## Prințesă de Hesse
Prințesa Elisabeta Alexandra Louise Alice de Hesse și a Rinului s-a născut la 1 noiembrie 1864. A fost al doilea copil al lui Ludovic al IV-lea, Mare Duce de Hesse și al Prințesei Alice a Regatului Unit. Prin mama sa, era nepoata reginei Victoria. În familie i se spunea "Ella".
Deși provenea dintr-una din cele mai nobile case germane, Elisabeta și familia ei trăiau modest față de standardele regale. Copiii își făceau singuri curat în cameră, iar mama lor le cosea hainele. În timpul războiului austro-prusac, adeseori Prințesa Alice o lua pe Elisabeta cu ea în timp ce vizita soldații răniți într-un spital din apropiere. Elisabeta a crescut în acest mediu relativ fericit și sigur. Vorbea engleza cu mama ei și germana cu tatăl ei.
În toamna anului 1878, în urma unei epidemii de difterie a murit sora ei mai mică, Prințesa Maria, iar o lună mai târziu și mama ei. Elisabeta a fost trimisă la bunica paternă, Prințesa Elisabeta a Prusiei, și a fost singura membră a familiei care nu s-a îmbolnăvit de difterie.

## Admiratori

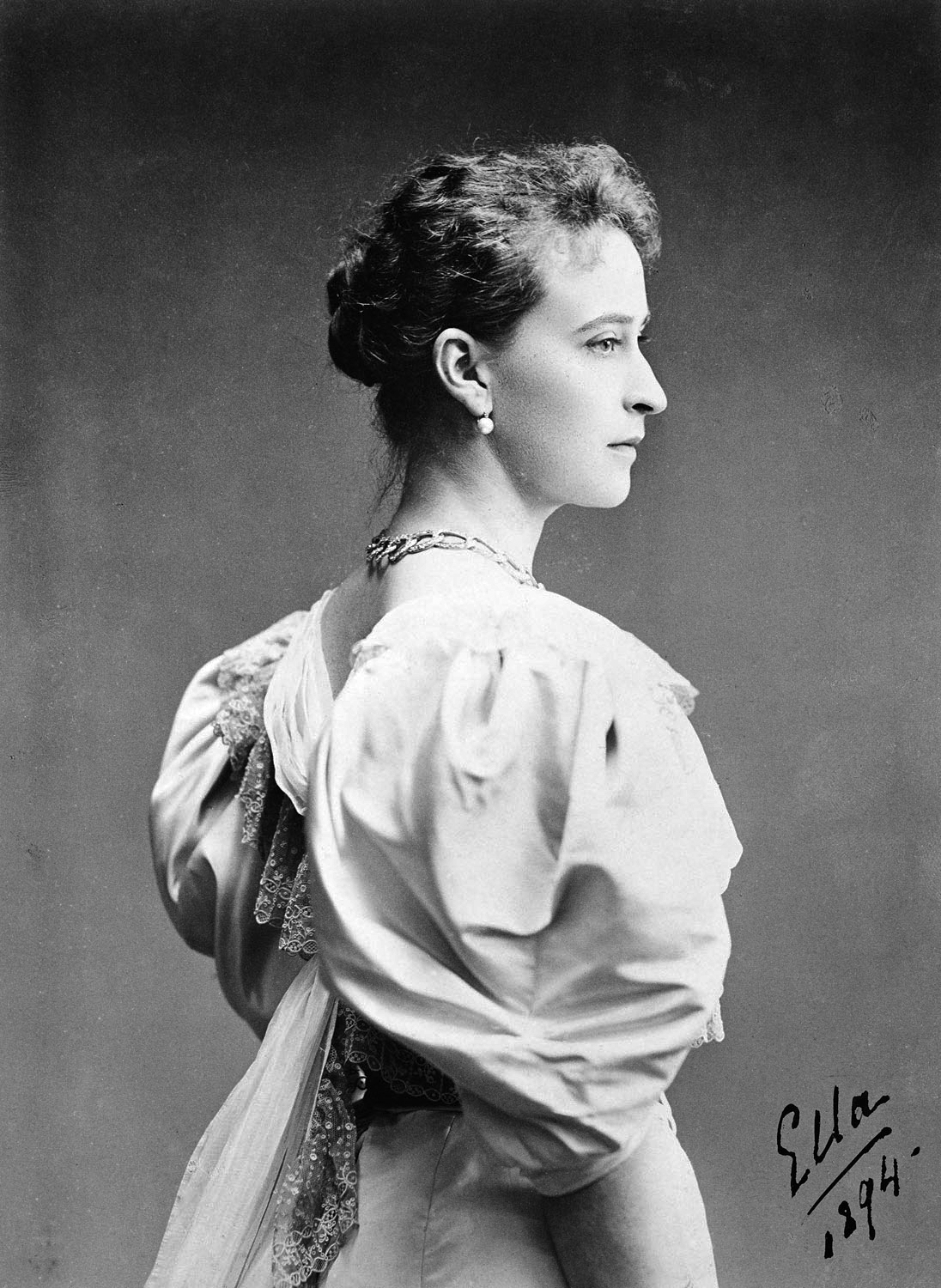
Elisabeta în 1894.

Fermecătoare și cu o personalitate foarte plăcută, Elisabeta a fost considerată de mulți istorici și contemporani drept una dintre cele mai frumoase femei din Europa de la vremea aceea. Vărul ei mai mare, viitorul împărat Wilhelm al II-lea al Germaniei, student la Universitatea din Bonn, o vizita des pe mătușa Alice. În timpul acestor vizite s-a îndrăgostit de Elisabeta și i-a scris numeroase poezii de dragoste. După ce Elisabeta l-a respins politicos, Wilhelm și-a abandonat studiile și s-a întors la Berlin.
În afară de Wilhelm, Elisabeta avea mulți alți admiratori, printre care Lordul Charles Montagu, al doilea fiu al celui de-al 7-lea Duce de Manchester. Un alt pretendent era viitorul Frederick al II-lea, Mare Duce de Baden, vărul primar al lui Wilhelm. Bunica lui Frederick, împărăteasa Augusta, a fost atât de furioasă când Elisabeta i-a respins nepotul, încât n-a iertat-o mult timp.
În cele din urmă inima Elisabetei a fost cucerită de Marele Duce Serghei Alexandrovici al Rusiei. Mătușa Elisabetei, împărăteasa Maria Alexandrovna a Rusiei, venea frecvent în vizită la Hesse și de multe ori era însoțită de fiii ei mai mici, Serghei și Paul. Serghei era un tânăr foarte serios și credincios, care la început n-a impresionat-o prea mult pe Elisabeta. Însă după moartea ambilor părinți ai lui Serghei în același an, Elisabeta s-a apropiat de el și treptat a început să-l vadă într-o lumină nouă. Așa că atunci când Serghei i-a cerut mâna pentru a doua oară, a acceptat.

## Mare Ducesă a Rusiei

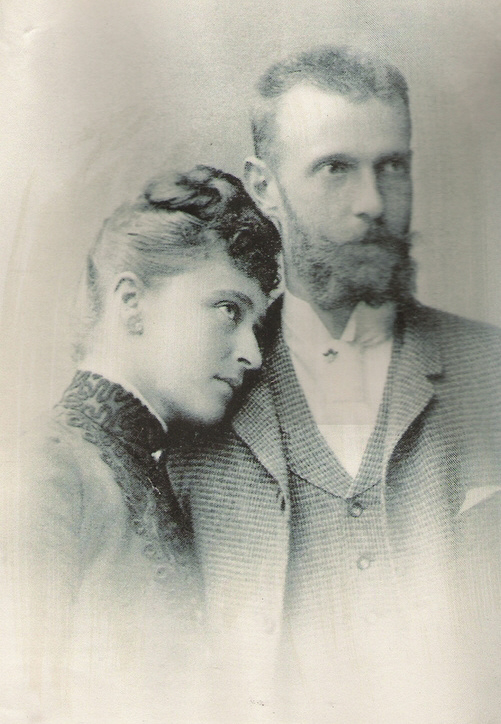
Elisabeta și Serghei

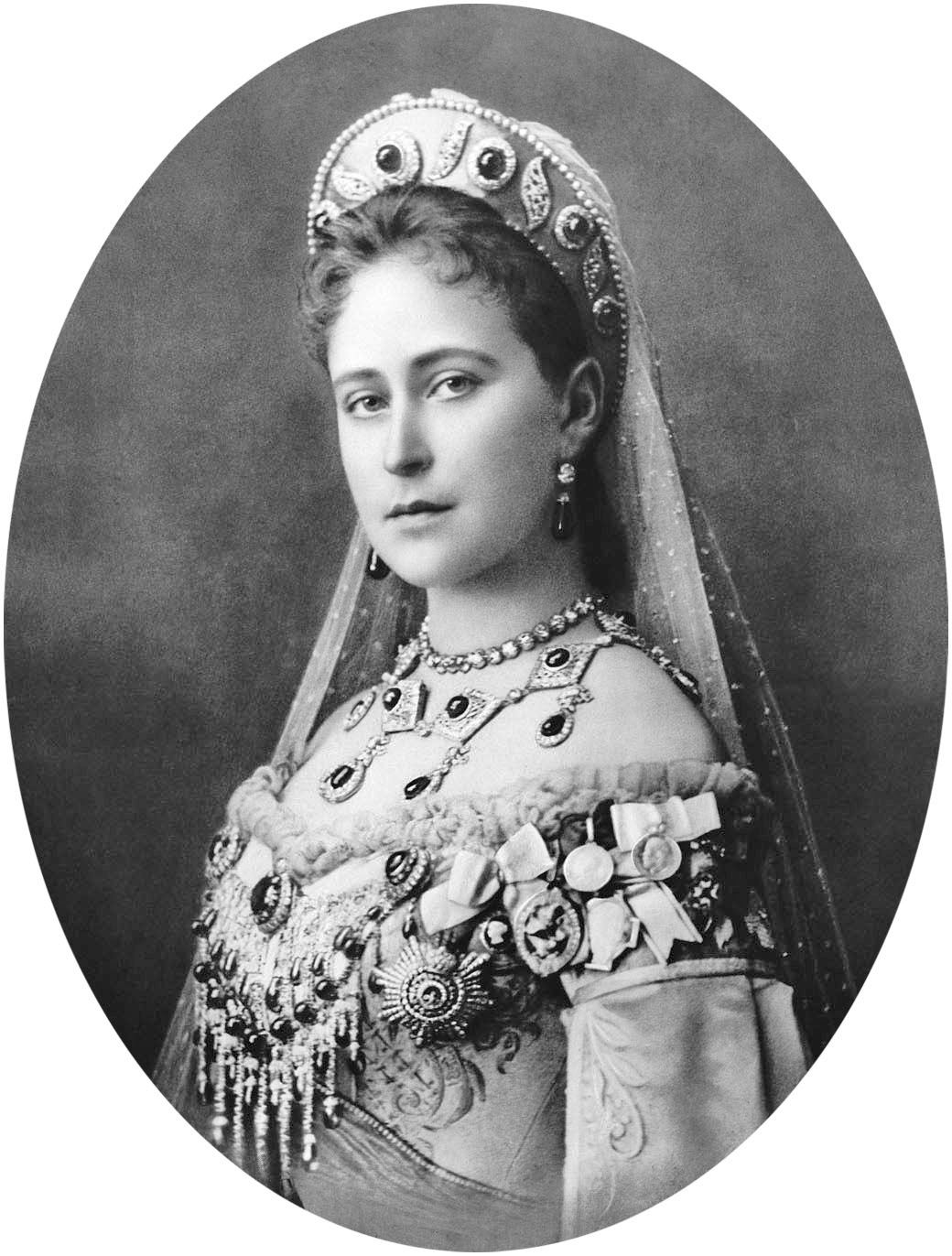
Marea Ducesă în rochie de la curtea Rusiei, anii 1890.

Serghei și Elisabeta s-au căsătorit la 15 iunie 1884 la Palatul de iarnă din Sankt Petersburg, iar ea a devenit Marea Ducesă Elisabeta Fiodorovna . La nunta lor, viitorul țar Nicolae al II-lea a cunoscut-o pe sora mai mică a Elisabetei, Prințesa Alix, care avea să-i devină soție.
Noua Mare Ducesă a lăsat o bună impresie în familia soțului ei și în societatea rusă în general. Cuplul s-a stabilit inițial la Palatul Beloselski-Belozerski din St. Petersburg, iar după ce Serghei a fost numit guvernator-general al Moscovei în 1892, s-au stabilit la Kremlin. Vara se duceau la Ilinskoe, un domeniu din afara Moscovei pe care Serghei îl moștenise de la mama sa.
Serghei și Elisabeta nu au avut copii, însă în 1902 au fost numiți tutori pentru Marele Duce Dmitri Pavlovici și Marea Ducesă Maria Pavlovna, nepoții lui Serghei.
Elisabeta a fost crescută în religia luterană. Deși nu i s-a cerut să se convertească la ortodoxism, ea a ales să facă acest lucru în 1891.
La 18 februarie 1905, Serghei a fost asasinat la Kremlin de revoluționarul socialist Ivan Kaliaev. A fost un șoc teribil pentru Elisabeta, iar unii membri ai familiei s-au temut că a suferit o cădere nervoasă, însă Marea Ducesă și-a revenit repede.
Elisabeta l-a vizitat personal pe Kaliaev la închisoare, cerându-i să se pocăiască și spunându-i că îl va ruga pe Țarul Nicolae al II-lea să-l grațieze, însă revoluționarul a refuzat-o, susținând că moartea lui va sluji cauza revoluționară chiar mai mult decât moartea lui Serghei Alexandrovici. Kaliaev a fost spânzurat la 23 mai 1905.

## Ultimii ani

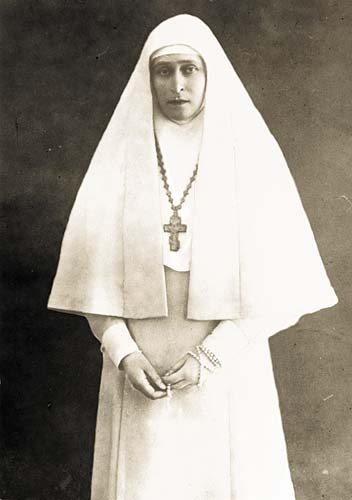
Marea Ducesă Elisabeta Fiodorovna, călugăriță după moartea soțului ei.

După moartea lui Serghei, Elisabeta a purtat doliu tot restul vieții și a devenit vegetariană. În 1909 și-a vândut toate bijuteriile, chiar și verigheta. A ctitorit Mănăstirea de maici Sf. Marta și Maria din Moscova și a devenit stareță. La scurtă vreme, în incinta mănăstirii a deschis un spital, o capelă, o farmacie și un orfelinat. Elisabeta și celelalte maici lucrau neobosite pentru săracii și bolnavii din Moscova. Adesea Elisabeta vizita cartierele sărace ale Moscovei și făcea tot posibilul pentru a îi ajuta pe săraci.

## Moartea
În 1918, Lenin a ordonat arestarea Elisabetei de către CEKA. Au trimis-o întâi la Perm, apoi la Ekaterinburg, unde a fost ținută câteva zile alături de Marele Duce Serghei Mihailovici, Prințul Ioan Constantinovici, Prințul Constantin Constantinovici, Prințul Igor Constantinovici și Prințul Vladimir Palei, printre alții. La 20 mai 1918, toți au fost duși la Alapaevsk și închiși în incinta școlii Napolnaia de la marginea orașului.
În după-amiaza zilei de 17 iulie, ofițerul CEKA Piotr Starțev și câțiva muncitori bolșevici s-au dus la școala Napolnaia. Le-au luat prizonierilor toți banii rămași și i-au anunțat că vor fi mutați peste noapte la fabrica Siniacihenski. În miez de noapte, prizonierii au fost duși cu căruța înspre satul Siniaciha. La 18 kilometri de Alapaevsk, unde era o mină de fier abandonată, cu o groapă adâncă de 20 de metri și parțial inundată, s-au oprit. Potrivit unuia dintre asasini, pe nume Vasili Riabov, cekiștii i-au aruncat pe prizonieri în groapă. Apa nefiind suficient de adâncă pentru ca aceștia să se înece, au aruncat apoi două grenade peste ei, însă Elisabeta și alți câțiva prizonieri au supraviețuit și au început să cânte o rugăciune. În cele din urmă, asasinii au aruncat maldăre de crengi peste victime și le-au dat foc.
La scurt timp după aceea, Alapaevsk a căzut în mâinile Armatei Albe. La 8 octombrie 1918, Albii au descoperit rămășițele Elisabetei și ale celorlalți prizonieri, în groapa în care fuseseră uciși. Se pare că mulți dintre ei au supraviețuit în urma focului și au murit după aceea de foame sau din cauza rănilor. Rămășițele, nealterate, au fost în cele din urmă duse la Ierusalim, la Mănăstirea Maria Magdalena de pe Muntele Măslinilor, la construirea căreia contribuise și Elisabeta împreună cu soțul ei. Elisabeta a fost canonizată de Biserica Ortodoxă Rusă din afara Rusiei în 1981 și de Biserica Ortodoxă Rusă în 1992.